# Shibataea kumasaca
El Shibataea kumasaca és un bambú que pertany al gènere Shibataea de la família poàcia i de la subfamília bambusòidia. És originari del Japó, on rep el nom de Kuma Zasa, un genèric per a diverses espècies de bambús i que en l'actualitat s'ha decidit que s'apliqui a l'espècie Sasa veitchii.

## Descripció
És un bambú nan que fa una alçària entre els 60 i els 120 cm., encara que al Japó pot arribar als 2 metres. Creix de forma agrupada, fent flotons (o moles o massissos). Els troncs són fins i dels nodes en surten fins a sis branques molt juntes. Les fulles són normalment ovals, llargues de 4 a 7 centímetres, i amples d'entre 1 i 2. És resistent al fred, i suporta temperatures de fins a -20 °C. Creix de manera natural al sud-est de la Xina i del Japó.
Creix en la penombra i el sol l'afecta. S'empra en la construcció de tanques vegetals i en cistelleria.

## Sinònims
Donadesa les incerteses en la classificació taxonòmica dels bambús, aquesta planta s'ha descrit com a pertanyent a altres gèneres, i amb altres noms que n'han esdevingut sinònims. En un futur proper, les anàlisis d'ADN permetran d'elaborar un nou quadre taxonòmic pels bambús.
- Bambusa aureostriata Regel
- Bambusa kumasaca Zoll. ex Steud.
- Bambusa ruscifolia Sieb. ex Munro
- Phyllostachys ruscifolia Siebold ex Satow
- Sasa aureostriata (Regel) E.G.Camus